# Spinotarsus vulneratus
Spinotarsus vulneratus är en mångfotingart som beskrevs av Kraus 1960. Spinotarsus vulneratus ingår i släktet Spinotarsus och familjen Odontopygidae. Inga underarter finns listade i Catalogue of Life.